# 후쿠오카현 제1구
후쿠오카현 제1구(福岡県 第1区)는 일본의 중의원 선거구이다. 1994년 공직선거법으로 신설되었다.

## 지역
- 후쿠오카시
  - 히가시구
  - 하카타구

## 역대 중의원 의원
- 마쓰모토 류 (소속정당: 민주당 → 민주당, 임기: 1996년 ~ 2012년)
- 이노우에 다카히로 (소속정당: 자유민주당, 임기: 2012년 ~ 현재)